# Cyrtodactylus markuscombaii
Cyrtodactylus markuscombaii là một loài thằn lằn trong họ Gekkonidae. Loài này được Darevsky, Orlov & Shah miêu tả khoa học đầu tiên năm 1998.